# バーナード・シルバー
バーナード・シルバー（Bernard Silver、1924年9月21日 - 1963年8月28日）は、アメリカ合衆国の発明家である。ノーマン・ジョセフ・ウッドランドとともにバーコードを発明した。

## 生涯
1947年にドレクセル工科大学で電気工学の学士号を取得した。1948年、地元の食料品店の社長の会話を聞いて、同大学講師のノーマン・ジョセフ・ウッドランドとともに商品データを自動で読み取る方法を考え出した。最初に考えたのは、モールス信号をベースにした線と円のシステムだったが、どの方向からでも読み取れるように、同心円状のパターンに変更した。2人は、1949年10月20日にこのシステムの特許を申請し、1952年10月7日にアメリカ合衆国特許第 2,612,994号を取得した。2人は最終的にこの特許をフィルコ社に1万5,000ドルで売却した。2人がこの特許から得た利益はこれだけだった。
ドレクセル大学の物理学講師、エレクトロナイト社の副社長などを務めた。1963年8月28日、急性骨髄性白血病による気管支肺炎により38歳で亡くなった。
2011年、ウッドランドとともに全米発明家殿堂に殿堂入りした。